# Vilamarí (llinatge)

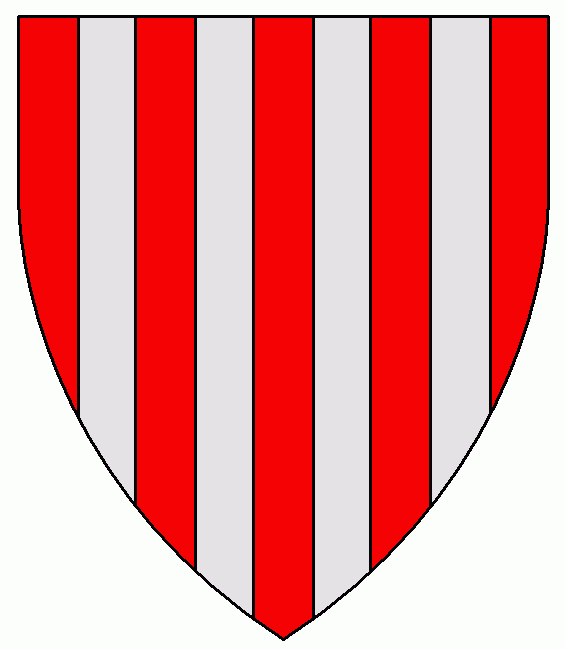
Escut d'armes dels Vilamarí

Els Vilamarí foren un llinatge de la noblesa catalana medieval possiblement oriünd del poble de Vilamarí (Pla de l'Estany). Documentats a partir de finals del segle xi, la seva descendència s'extingí a Catalunya en el segle xvi, si bé continuà a Itàlia.

## Armes heràldiques
Armes heràldiques: de gules, quatre pals d'argent (als armorials de Bernat de Llupià i Esteve Tamburini; els posteriors inverteixen els colors o presenten altres combinacions).

## Possessions
Foren senyors de Boadella d'Empordà i de Palau-saverdera, a l'Alt Empordà, i més tard de Palamós (Baix Empordà) i encara d'altres llocs. Foren residències del llinatge els castells-palaus gòtics de Boadella d'Empordà i de Palau-saverdera, conservats amb més o menys fortuna.

## Prohoms destacats del llinatge
Els membres més importants del llinatge foren bisbes de Girona i almiralls i capitans generals de l'armada de la Corona d'Aragó.
- Berenguer de Vilamarí (còmit) († 1305), còmit d'una galera de la Companyia Catalana d'Orient.
- Bernat de Vilamarí (bisbe) († 1312), bisbe de Girona (1292-1312).
- Guillem de Vilamarí († 1318), abat de Sant Feliu de Girona i bisbe de Girona (1312-1318).
- Bernat de Vilamarí († 1385), capità de cavalleria
- Francesca de Vilamarí i de Palau, senyora de Palau-saverdera, mare de la reina Sibil·la de Fortià.
- Joan I de Vilamarí i de Palau (fl. 1384-1411), senyor de Palau-saverdera, veguer de Puigcerdà.
- Francesc de Vilamarí i de Palau († 1418/1421), senyor de Boadella d'Empordà, conseller i algutzir de Martí I l'Humà.
- Bernat I de Vilamarí (†1463), senyor de Boadella d'Empordà i de Palau-saverdera, Almirall de l'Armada Reial del rei d'Aragó (capità general de l'armada), governador dels comtats de Rosselló i Cerdanya. Sepulcre monumental al monestir de Montserrat.
- Joan III de Vilamarí († 1479), senyor de Boadella d'Empordà i de Palau-saverdera, primer senyor de les baronies de Palamós i de Bosa i la Planargia, Almirall de l'Armada Reial del rei d'Aragó (capità general de l'armada).
- Bernat II de Vilamarí († 1512/1516), senyor de Palau-saverdera, primer comte de Capaccio, Almirall de l'Armada Reial del rei d'Aragó (capità general de l'armada), virrei interí de Nàpols.